# 邁摩爾甲龍屬
邁摩爾甲龍屬（屬名：Mymoorapelta）意為「邁摩爾的盾」，是以發現牠的化石的採石場為名。邁摩爾甲龍是種甲龍類恐龍，化石發現於科羅拉多州西部的莫里遜組，年代為晚侏儸紀啟莫里階到提通階。化石包含一個關節脫落的部份頭顱骨、三個不同部位的骨骸、以及其他顱後身體部位。莫里遜組的邁摩爾甲龍化石，發現於第4到第5地層帶。

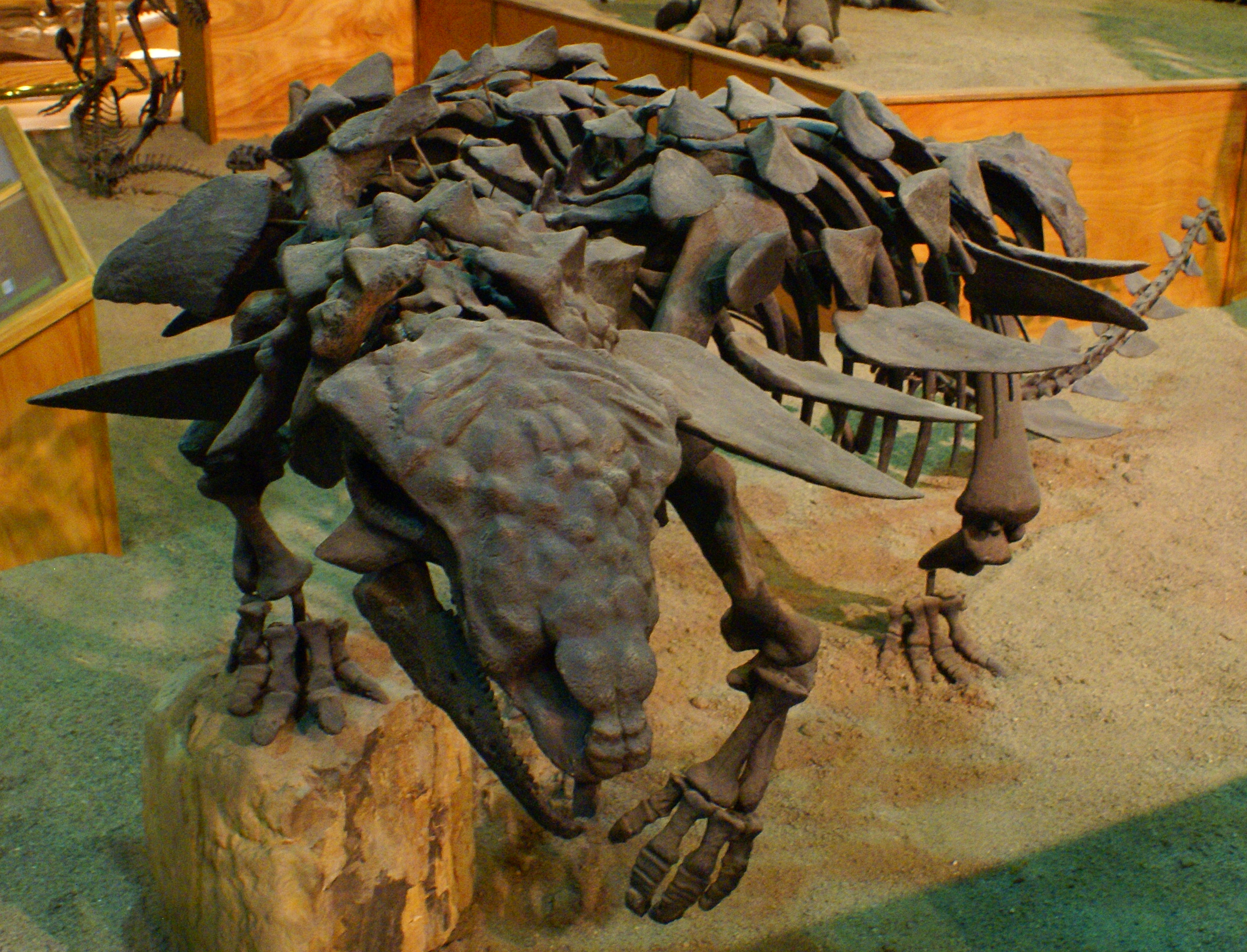
邁摩爾甲龍的骨架模型，懷俄明恐龍中心

邁摩爾甲龍在甲龍亞目的分類位置仍有爭議。Vickaryous等人的2004年研究認為，邁摩爾甲龍是甲龍亞目的分類不明屬，而詹姆士·柯克蘭（James Kirkland）等人的2004年研究將牠們歸類於多刺甲龍科。Richard S. Thompson等人的2011年研究，則提出邁摩爾甲龍是種原始結節龍科。邁摩爾甲龍目前只有一個已命名種，梅斯氏邁摩爾甲龍（M. maysi）。邁摩爾甲龍與怪嘴龍皆為已知最早的甲龍類之一，可提供甲龍類的早期演化與分化資訊。